# Music Hall (Beyrouth)
Pour les articles homonymes, voir Music Hall.
 (novembre 2012).
Si vous disposez d'ouvrages ou d'articles de référence ou si vous connaissez des sites web de qualité traitant du thème abordé ici, merci de compléter l'article en donnant les références utiles à sa vérifiabilité et en les liant à la section « Notes et références ».

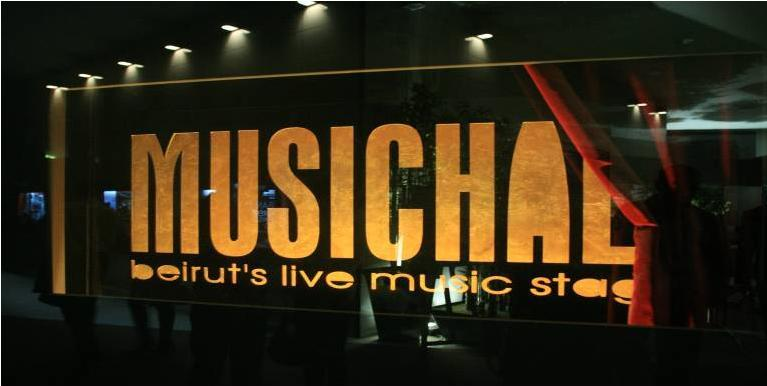
Entrée de la salle du MusicHall de Beyrouth

Le MusicHall est une salle de spectacle beyrouthine située au Centre Starco, rue Omar Daouk, dans le centre-ville de la capitale libanaise. 
Comme son nom l'indique, la salle est spécialisée dans les genres music-hall et cabaret.

## Histoire
En 2003, Michel Elefteriades ouvre, en plein cœur de Beyrouth, le MusicHall, une salle de spectacle de huit cents places qu'il dédie à ce qu'il appelle le "showbiz culturel" et où se produisent une variété d'artistes dans un brassage de genres musicaux tant locaux qu’internationaux. Ils s'y produisent chaque soir dans un concept unique qui fait de ce lieu le rendez-vous incontournable des mélomanes et des noctambules au Liban et au Moyen-Orient.
Le MusicHall s'impose aussi très vite comme la salle de concert pour de nombreux artistes et groupes internationaux voulant se produire au Liban, entre autres Jane Birkin, Souad Massi, Arthur H, Omar Sosa, Rachid Taha, Harlem Gospel Choir, Anouar Brahem, Élisabeth Kontomanou, Bernard Lavilliers, Camille, Olivia Ruiz, Erik Truffaz, Gnawa Diffusion, A Filetta, Yann Tiersen, Jack the Ripper, l'humoriste Dieudonné et bien d'autres.
En 2013, une deuxième branche de MusicHall a été ouvert à Dubaï, Émirats arabes unis.
La même année, Elefteriades ouvre également le "MusicHall Waterfront" un lieu en plein air, au front maritime du centre-ville de Beyrouth .
Durant l'été 2019, le MusicHall a atterri à Djeddah, ce qui en fait le premier club à ouvrir ses portes en Arabie saoudite.